# Шармонтоа
Шармонтоа (фр. Charmontois) насеље је и општина у североисточној Француској у региону Шампањ-Арден, у департману Марна која припада префектури Сент Манеу.
По подацима из 2011. године у општини је живело 124 становника, а густина насељености је износила 8,46 становника/km². Општина се простире на површини од 14,65 km². Налази се на средњој надморској висини од 156 метара.

## Демографија
| 1962. | 1968. | 1975. | 1982. | 1990. | 1999. | 2011. |
| ----- | ----- | ----- | ----- | ----- | ----- | ----- |
| 183   | 228   | 194   | 187   | 162   | 151   | 124   |

График промене броја становника у току последњих година